# ルキウス・アンナエウス・セネカ

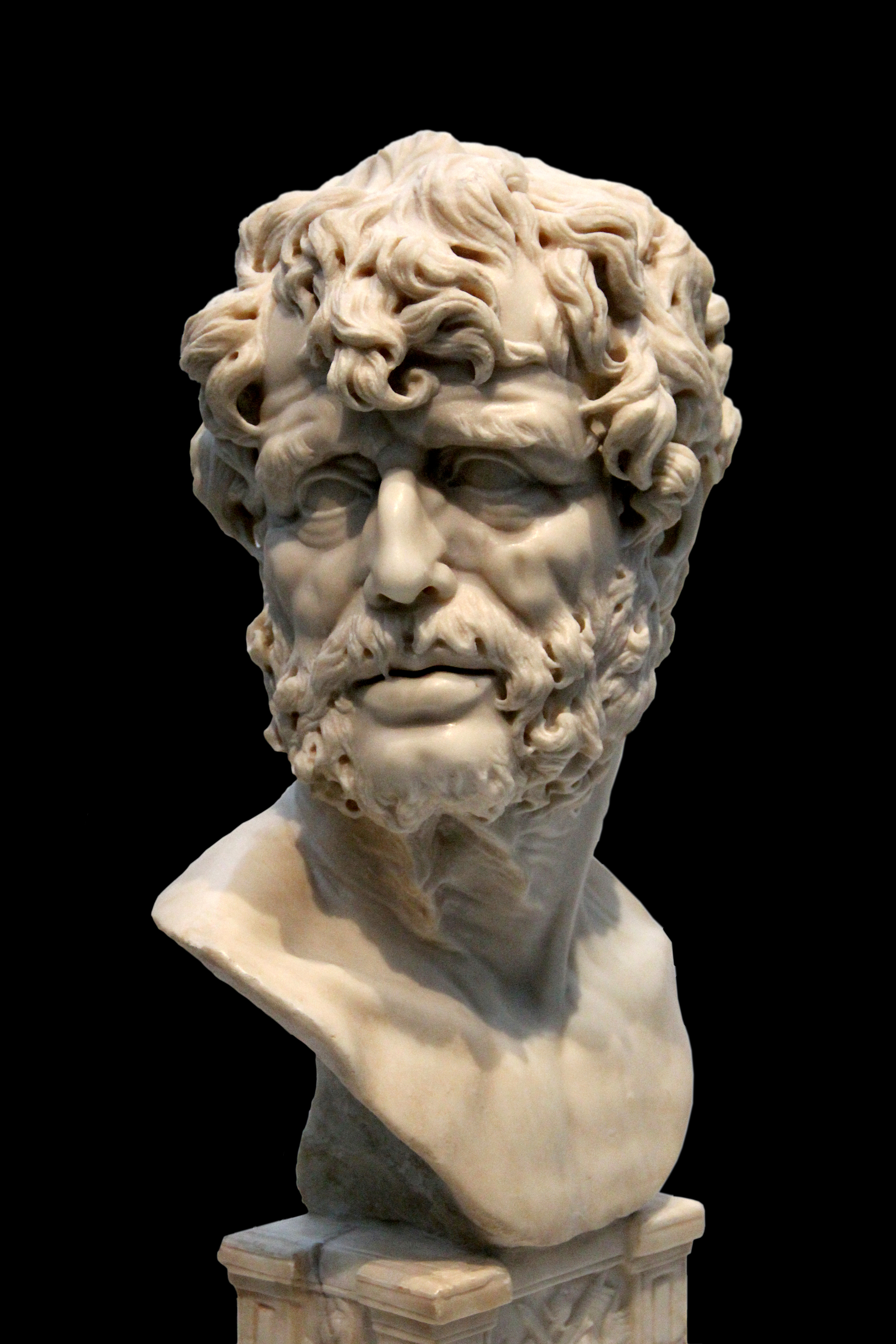
ルキウス・アンナエウス・セネカ (プラド美術館)

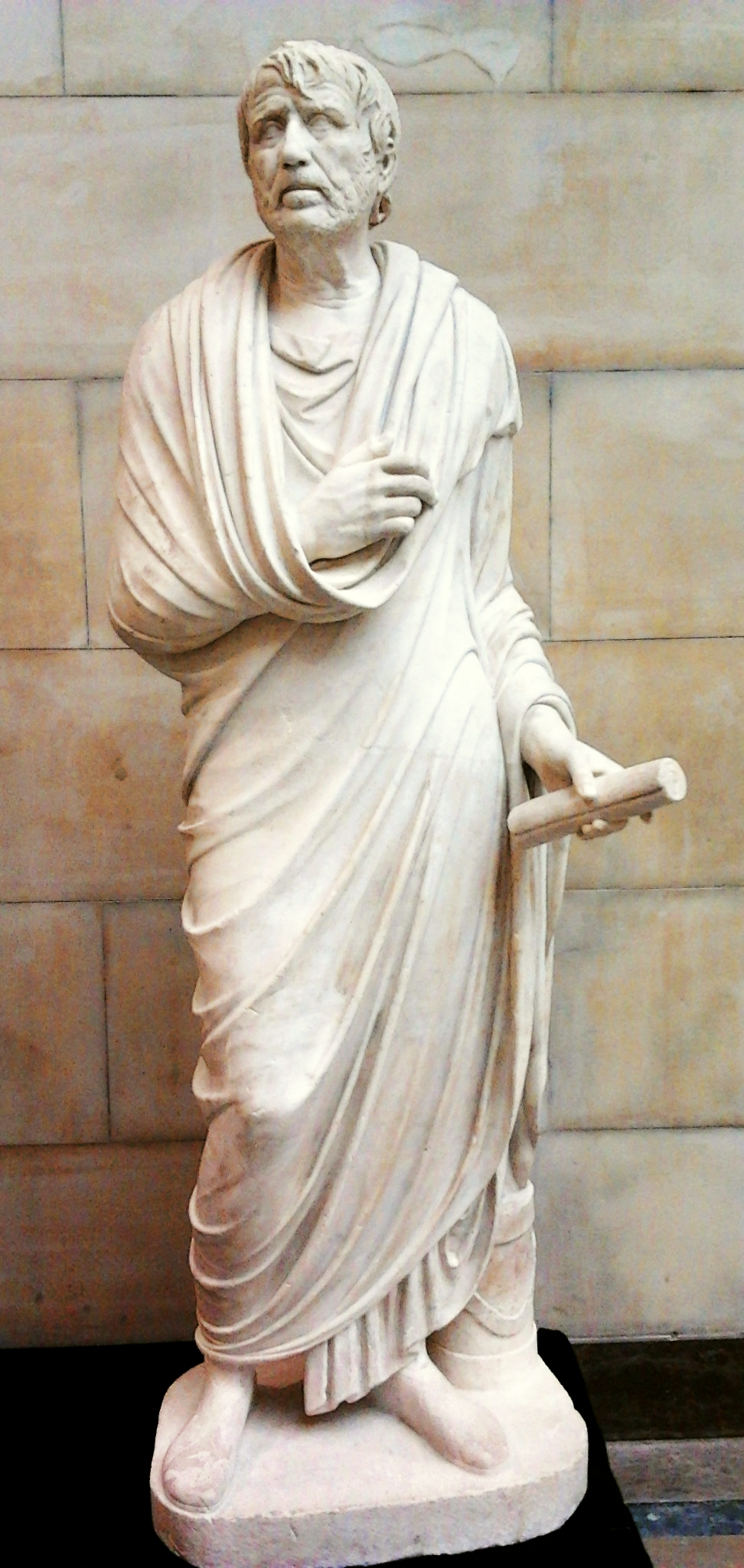
ルキウス・アンナエウス・セネカ像　プテオリ（現ポッツォーリ）出土　ワルシャワ国立美術館蔵

ルキウス・アンナエウス・セネカ（ラテン語: Lucius Annaeus Seneca、紀元前1年頃 - 
65年4月）は、ユリウス＝クラウディウス朝時代のローマ帝国の政治家、哲学者、詩人。
父親の大セネカ（マルクス・アンナエウス・セネカ）と区別するため小セネカ(Seneca minor)とも呼ばれる。第5代ローマ皇帝ネロの幼少期の家庭教師としても知られ、またネロの治世初期にはブレーンとして彼を支えた。古代ローマ時代のストア派哲学者でもあり、またラテン文学の白銀期に多くの悲劇・著作を記したことでも知られる。

## 生涯

### 幼少・青年期
ルキウス・アンナエウス・セネカは、同名の父ルキウスと母ヘルウィア(Helvia)の息子としてヒスパニア・バエティカ属州の州都コルドバで生まれた。セネカは次男に当たり、兄弟として長男ノウァトゥス(Novatus)、三男メラ(Mela)の2人がいたことが知られている。誕生年については確定しないが、セネカが公職より引退した62年に60歳を越えていたことなどより、紀元前1年頃（紀元前4年とも）に生まれたものとされる。父ルキウスの家系はかつてガリア・キサルピナと呼ばれた北イタリアの出身、母ヘルウィアの家系はヒスパニア土着で早くからローマ市民権を得ていたとされる。セネカ一族は騎士階級（エクィテス）に属し、地主として裕福であったが、過去に一族から元老院議員を務めた者のいない家系でもあった。
幼少期はコルドバで過ごしたが、少なくともセネカが12～13歳の頃までに父母と共にローマへ移住した。ローマで雄弁術や修辞学など基本的な教養を学んだ後、哲学を専攻。新ピタゴラス派のソティオンやストア派のアッタロスらに師事し、後のストア派哲学者としての素地を形成することとなった。

### エジプト滞在時期
20年頃、セネカは大病を患って、一時期は自殺も考えたとされる。やがて症状は小康状態に戻ったが依然として不安定であったため、本格的な療養も兼ねて、25年頃に母ヘルウィアの妹の夫にあたり、当時アエギュプトゥス総督であったガイウス・ガレリウスを頼ってエジプトへ向かった。
セネカは当時のローマ帝国の学問の中心都市の一つであったアレクサンドリアでユダヤ人の古典や古代エジプト時代から受継がれる思想を学んだ。また、ナイル川を上って上エジプトやイシス神殿を訪れた。これらの経験を元にしてセネカは「エジプトの地理と宗教典礼について」という書物を記し（既に散逸）、セネカの後の政治的な視野を広げることに繋がることとなる。また、当時、ユダヤ人共同体（ディアスポラ）の指導グループに属したアレクサンドリアのフィロンと接点を持った可能性もある。
31年、ガレリウスのアエギュプトゥス総督としての任期が終了し、ローマへ帰還するのに合わせてセネカもローマへの帰路につく。なお、ガレリウスはローマへ着く前に船の上で病没したため、セネカはガレリウスの妻で自身の叔母の支援を受けた。セネカにとって最初の任官でかつクルスス・ホノルムに該当する政務官職となったクァエストル（財務官）への就任時期は33年から35年頃と考えられている。クァエストルの任期を終えたセネカは元老院議員となり、その弁論術と哲学者としての知名度により元老院内での存在感を示していった。

### カリグラ、クラウディウス帝在位時期

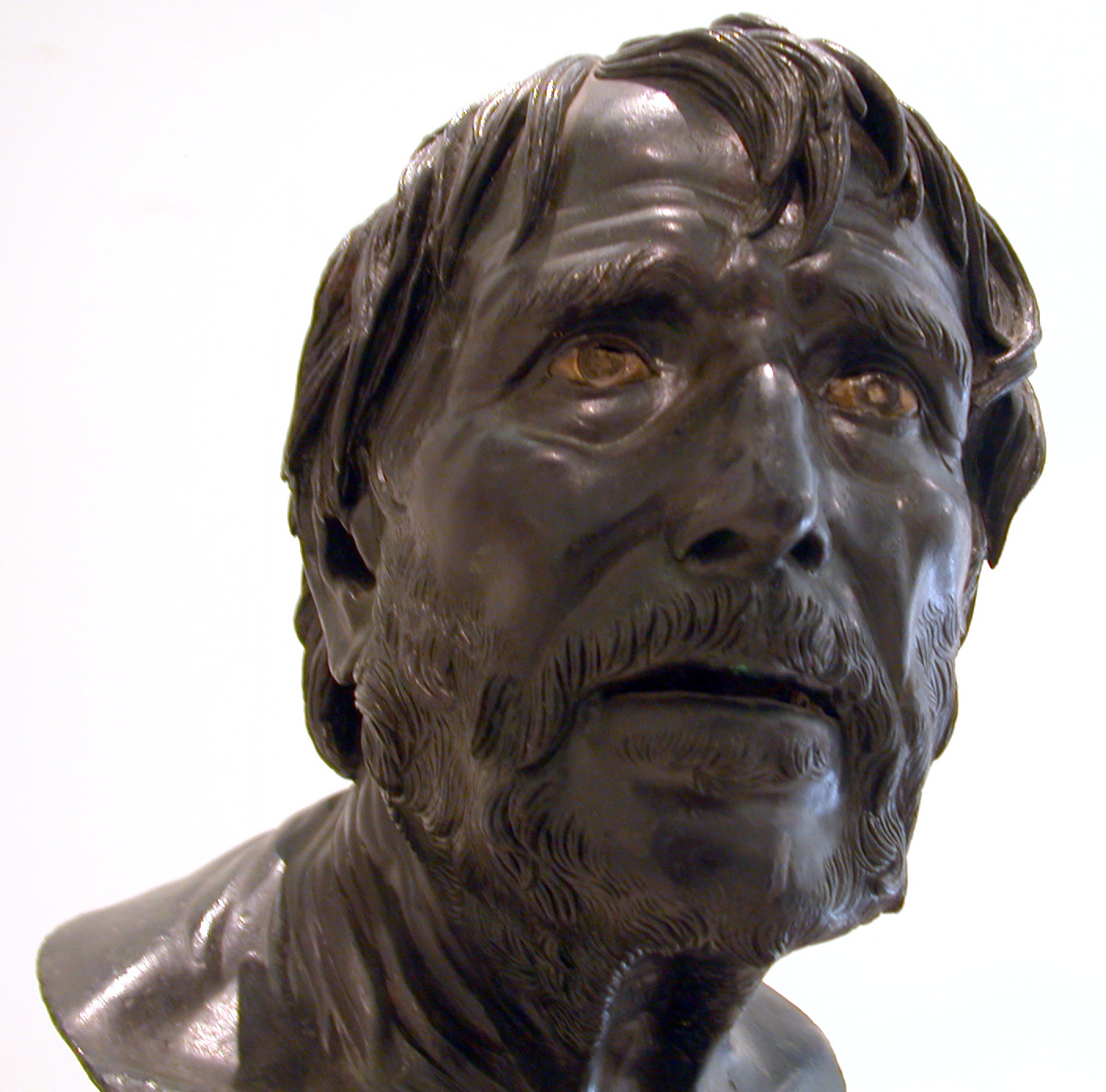
伝セネカ像（パピルス荘出土、ナポリ国立考古学博物館所蔵）

37年3月、皇帝ティベリウスが死去し、ガイウス・ユリウス・カエサル・アウグストゥス・ゲルマニクス（カリグラ）がローマ皇帝に即位した。カリグラが治世した当初は、カリグラの妹であるユリア・リウィッラやアグリッピナ（小アグリッピナ）の後ろ盾を得て順調であったが、37年10月にカリグラが大病を患ったことやその後の度重なる陰謀（濡れ衣であったものも多数あったとされる）が露見したことを境にしてカリグラは残忍な性格を露にし始める。39年、ゲルマニア遠征の最中にカリグラは遠征に同行していた義理の兄に当たるマルクス・アエミリウス・レピドゥスを反逆を企てた罪で処刑し、2人の妹リウィッラとアグリッピナを追放刑とした。
後ろ盾であった2人を失った上、元老院を象徴し、弁論術で著名であったこともあり、セネカは元老院を激しく憎悪するカリグラによって処刑されそうになったが有力者からの取成しもあって難を逃れたと伝わっている。
41年1月、カリグラはプラエトリアニ（近衛隊）によって殺害され、クラウディウスが皇帝に即位した。追放されていたリウィッラとアグリッピナもローマへの帰国が認められたため、セネカも2人の取成しによって再びローマ政界へ復帰を果たした。しかし、クラウディウスの皇后であったメッサリナとリウィッラらが敵対。メッサリナはリウィッラとセネカが不義の関係にあった としてセネカを告発した。セネカはこれを否定したが、罪を得たリウィッラは処刑され、セネカはコルシカへの事実上の追放刑となった。なお、セネカとリウィッラが不義の関係にあったかどうかは定かではない。セネカはコルシカでの生活の間に母ヘルウィアに宛てた「ヘルウィア宛慰め」および「ポリュビウス宛慰め」の2つの作品を残している。
48年8月、ガイウス・シリウスと結託してクラウディウスを殺害しようとし、またシリウスと結婚した罪でメッサリナはクラウディウスによって処刑された。メッサリナの自滅によってアグリッピナが再びローマへ復帰、アグリッピナの解放奴隷であったマルクス・アントニウス・パッラスの根回しもあってアグリッピナがクラウディウスの皇后となった。セネカは49年頃にコルシカからローマへ復帰したとされる。
50年、アグリッピナの後押しによりセネカはプラエトル（法務官）に選出され、同じ年にアグリッピナはクラウディウスとメッサリナの子であるブリタンニクスを押しのけて、前夫グナエウス・ドミティウス・アヘノバルブス（40年死去）とアグリッピナ自身の間の子であるルキウス・ドミティウス・アヘノバルブスをクラウディウスの養子とすることに成功した。アグリッピナはドミティウスの家庭教師としてセクストゥス・アフラニウス・ブッルスと共にセネカを起用した。クラウディウスの治世下でセネカは補充コンスル（執政官）にも就任した。

### 「ネロの5年間」の立役者

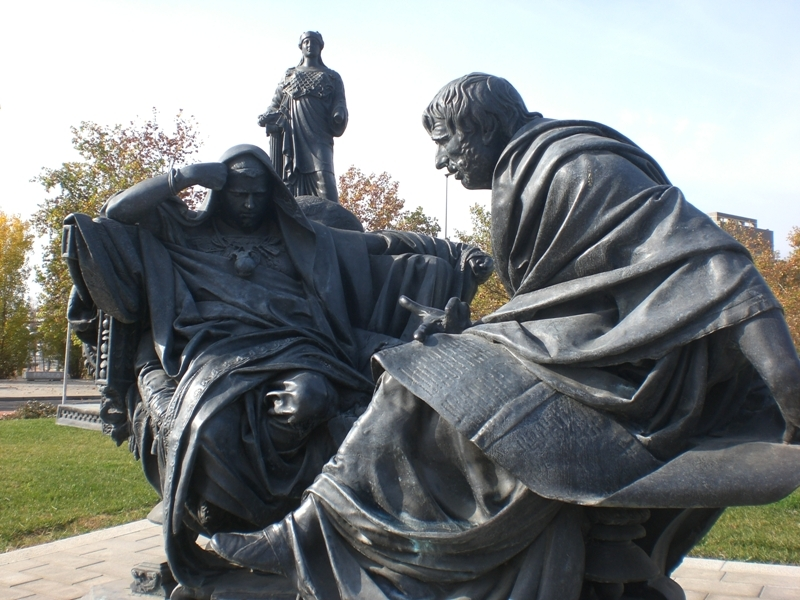
セネカ（右）とネロ（コルドバ）

54年10月、クラウディウスが毒キノコを食して中毒死し、後継の皇帝としてドミティウス（＝皇帝ネロ）が即位した。なお、セネカはネロがクラウディウスに対して行った追悼演説を起草したと伝わっている。セネカは後世から言及される「ネロの5年間」「5年の良き時代」のバックボーンとして活躍したとされるが、具体的にセネカが果たした役割ははっきりとしない。
ただし、グナエウス・ドミティウス・コルブロが活躍したことで知られるパルティアとのアルメニア問題での対応やボウディッカによるブリタンニアでの大反乱（ワトリング街道の戦い）といった国難が続く中で、未だ幼少であったネロを支えて、ブッルスと共に国政を運営したものと考えられている。なお、カッシウス・ディオは「セネカがブリタンニアの豪族に対して高利で金を貸し、突如として一括での返済を要求したため、ブリタンニアの豪族が絶望に陥った」ことがボウディッカの反乱が起こった要因の一つとしている。
この時期に、プブリウス・スイッリウス・ルフスが「質素倹約を旨とするストア派の哲学者でありながら野心を露にし、強欲と無実の罪をでっち上げ・多くの人物を冤罪に貶めたことで財を成した」としてセネカを激しく糾弾したが、セネカはスイッリウスとのこの闘争に断固反撃、勝利を収めた。一方のスイッリウスは財産を半分没収された上でバレアレス諸島へ追放された。
一方でネロの治世は徐々に歪み始めていった。原因はアグリッピナとネロの対立であり、ブリタンニクスをネロに代わる皇帝候補と宣言したアグリッピナに対してネロがブリタンニクスを毒殺したこと（55年）が端緒となった。また、ネロはブリタンニクスの姉で初代皇帝アウグストゥスの血を受け継ぐオクタウィアを皇后に迎えていたが、夫婦仲は冷却。ネロは友人でもあったマルクス・サルウィウス・オトの妻ポッパエア・サビナと公然の愛人関係を持っていた。オクタウィアとの婚姻関係が皇帝の正当性を担保するものと考えたアグリッピナはネロとポッパエアとの関係を潰しに掛かったが、この頃アグリッピナと距離を置いていたセネカはネロに肩入れし、オトをローマから遠ざけるためにルシタニア属州総督へ任命するネロの決定を後押ししたとされる。

### 59年以降、政界引退まで
59年3月、ネロは船の転覆を装って母アグリッピナの殺害を謀ったが、アグリッピナは危うく難を逃れた。ネロは未遂に終わったことを知ると、アグリッピナの反撃を恐れてセネカおよび当時プラエフェクトゥス・プラエトリオ（近衛長官）であったブッルスに相談した。セネカは「ローマ市民同士の戦争を避けるため」としてネロによるアグリッピナを殺害する計画をブッルスと共に了承。再度のネロ派による襲撃でアグリッピナは殺害された。なお、アグリッピナ殺害で不安定な精神状態に陥ったネロを立ち直らせるために、セネカはアグリッピナの罪業を書いた文書を作成したが、このことで世間の不評を買った。
アグリッピナの死後、ポッパエアが大きな権力を握るようになり（この頃までにポッパエアはオトと離婚）、ネロもオクタウィアと離婚してポッパエアと結婚する意志を明確にしたが、セネカはブッルスと共にこれに反対したため、計画は進展しなかった。
しかし、62年にセネカおよびネロへも大きな影響力を持っていたブッルスが突然急死、ブッルスの後任のプラエフェクトゥス・プラエトリオとなったガイウス・オフォニウス・ティゲッリヌスはポッパエアと近く、プラエトリアニを抑える力も持っていた。セネカはブッルスの死によって影響力を削がれることとなり、オクタウィアとネロの離婚、そして6月のオクタウィアの処刑を阻止できなかった。
この時期、セネカも横領の罪で告発された。セネカはこれを機に、ローマ帝国から得た財産の全てをネロへ返還し、今後は研究のために生涯を捧げたい旨をネロに伝えた。これに対してネロは引き続きアドバイザー的な役割として関与するようセネカに要請し、実際に64年にカンパニアへネロが赴いた際は同行したが、政治の一線からは退くこととなった。

### 晩年・最期

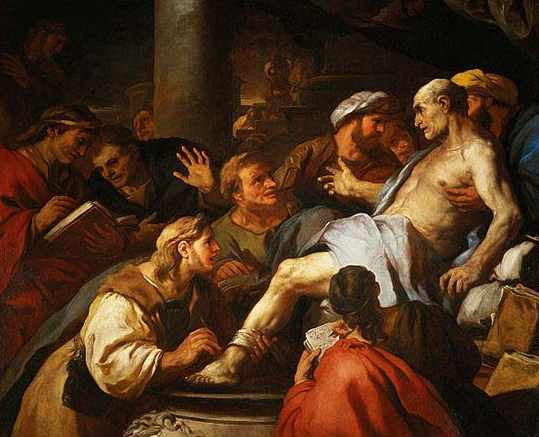
『セネカの最期』（ルカ・ジョルダーノ画、1773年）

62年の事実上の引退からセネカは文筆業に力を入れて、『神慮について(De Providentia)』や『善行について(De Beneficiis)』などの作品を残した。
64年のローマ大火に際して、ネロによって放火犯の一味として処断されたキリスト教指導者パウロとセネカが書簡をやり取りしていた、とされていたが、その書簡自体が全くの偽作であったと確定している（セネカとパウロの往復書簡）。なお、ローマ大火の際にセネカは「ローマから離れて地方で暮らしたい」とネロへ要望したが叶えられず、病気と称して部屋から出ることを避けるようになった。
65年、ネロを退位させてガイウス・カルプルニウス・ピソを皇帝に擁立する陰謀計画が露見した。ピソを始めとした一味が捕らえられる中で共犯者の一人アントニウス・ナタリスがセネカが関与していると名指しした。ネロはセネカを尋問するべく役人を送ったが、セネカは曖昧な対応に終始したためネロはセネカに自殺を命じた。タキトゥスによると、セネカは始めにドクニンジンを飲んだが死に切れなかったため、風呂場で静脈を切って死に至ったとされる。セネカが自殺したのは4月とされるが、日付は12日、19日、20日など諸説分かれる。なお、セネカは最期に以下のように語ったとされる。
こうしてセネカは生前に「賢者の不動心について」などで賞賛していたマルクス・ポルキウス・カト・ウティケンシスと同様の最期を迎えた。妻パウリナもセネカと共に自殺を図ったが、これ以上の評判下落を恐れたネロによって阻止された。セネカがピソの陰謀に関与したかははっきりしないが、セネカの甥で詩人のマルクス・アンナエウス・ルカヌスが計画に関与し、ネロによって自害させられている。

## セネカ年表
- 紀元前1年頃 - コルドバで生まれる
- 14年頃 - 両親・家族と共にローマへ移る
- 20年頃 - 大病を患い、その治療のためにアエギュプトゥスへ向かう。31年まで滞在。
- 33年頃 - クァエストルに選出（選出年は34年や35年とも）
- 37年 - カリグラが即位。アグリッピナやユリア・リウィッラの後ろ盾を得る
- 39年頃 - 父ルキウスが死去
- 41年 - クラウディウスが即位。なお、暫くしてコルシカへ追放
- 49年頃 - ローマへ帰還
- 50年 - プラエトルに選出。ネロの家庭教師となる
- 54年 - ネロが即位。ネロによる（クラウディウスへの）追悼演説を起草する
- 58年 - コルブロによるパルティア戦争が開始（63年まで）
- 59年 - アグリッピナ殺害
- 60年頃 - ブリタンニア大反乱（ワトリング街道の戦い）
- 62年 - ブッルス死去。クラウディア・オクタウィア自殺。セネカも政界を事実上引退
- 64年 - ローマ大火
- 65年 - ピソ事件への関与容疑を受け、ローマで自殺

## 主な著作

### 受容
セネカの書いた悲劇はイギリス・ルネサンスの時代に英語に翻訳され、エリザベス朝の演劇（シェイクスピア、ベン・ジョンソンほか）に大きな影響を与えた。
後世の文筆家はセネカの作品から多くを引用しているが、中でも16世紀の哲学者ミシェル・ド・モンテーニュは『エセー』で、セネカを最も多く引用した一人として知られている。その他、デカルトやリプシウスにも受容された。

### 悲劇
セネカの悲劇は10篇が今日に伝わっているが、このうち『オクタウィア』は偽作とされ『オエタ山上のヘルクレス』についても偽作の論争がある。『オクタウィア』を除き、いずれもギリシアから題材をとったラテン語劇（クレピダタ劇）である。
- 『パエドラ（英語版）』 - パイドラーが題材。
- 『メデア（英語版）』 - メーデイアが題材。エウリピデスに同題作品あり。
- 『フェニキアの女たち（英語版）』 - エウリピデスに同題作品あり。
- 『トロイアの女たち（英語版）』 - エウリピデスに同題作品あり。
- 『オエディプス（英語版）』 - オイディプースが題材。ソポクレスに同題作品あり。
- 『アガメムノン（英語版）』 - アガメムノーンが題材。アイスキュロスに同題作品あり。
- 『テュエステス（英語版）』 - テュエステースが題材。
- 『狂えるヘルクレス（英語版）』 - ヘーラクレースが題材。エウリピデスに同題作品あり。
- 『オエタ山上のヘルクレス（英語版）』 - 偽作の疑い。
- 『オクタウィア』 - 偽作。

### 随筆・書簡
- 『怒りについて』(De Ira) 41年
- 『人生の短さについて（英語版）』(De Brevitate Vitae) 49年
- 『賢者の不動心について（英語版）』(De Constantia Sapientis) 55年
- 『寛容について（英語版）』(De Clementia) 56年
- 『幸福な人生について（英語版）』(De Vita Beata) 58年
- 『余暇について（英語版）』(De Otio) 62年
- 『善行について（英語版）』(De Beneficiis) 63年
- 『心の平静について（英語版）』(De Tranquillitate Animi) 63年
- 『神慮について（英語版）』(De Providentia) 64年
- ルキリウス（英語版）宛て『倫理書簡集（英語版）』(Epistulae Morales ad Lucilium) 64年

## 日本語訳
著作集
- 『セネカ哲学全集』全6巻、岩波書店、2005 - 2006年。大西英文・兼利琢也・小川正廣ほか訳
第1・2巻 - 倫理論集、第3・4巻 - 自然論集、第5・6巻 - 倫理書簡集
- 『セネカ 悲劇集 1・2』 小川正廣ほか訳、京都大学学術出版会〈西洋古典叢書〉、1997年

文庫
- 『生の短さについて 他二篇』 大西英文訳、岩波文庫、2010年／ワイド版2012年。他は、心の平静について・幸福な生について
  - 旧版『人生の短さについて 他二篇』 茂手木元蔵訳、岩波文庫、1980年／ワイド版1991年。他は、心の平静について・幸福な人生について
- 『怒りについて 他二篇』 兼利琢也訳、岩波文庫、2008年。他は、摂理について・賢者の恒心について
  - 旧版『怒りについて 他一篇』 茂手木元蔵訳、岩波文庫、1982年。他は、神慮について
- 『人生の短さについて 他二篇』 中澤務訳、光文社古典新訳文庫、2017年。他は、母ヘルウィアへのなぐさめ・心の安定について
- 「アポコロキュントシス――神君クラウディウスのひょうたん化」 国原吉之助訳、以下に併録: ペトロニウス 『サテュリコン 古代ローマの諷刺小説』国原吉之助訳、岩波文庫、1991年。

東海大学出版会
- 『道徳論集』 茂手木元蔵訳、東海大学出版会、1989年
- 『道徳書簡集 倫理の手紙集』 茂手木元蔵訳、東海大学出版会、1992年
- 『自然研究 自然現象と道徳生活』 茂手木元蔵訳、東海大学出版会、1993年

## 資料文献
- タキトゥス 『年代記 （下巻）』、国原吉之助訳、岩波文庫
- スエトニウス 『ローマ皇帝伝 （下巻）』、国原吉之助訳、岩波文庫

## 関連文献
- ライアン・ホリデイ 『ストア派哲学入門』金井啓太訳、パンローリング、2017年。
- ジェイムズ・ロム 『セネカ 哲学する政治家　ネロ帝宮廷の日々』志内一興訳、白水社、2016年。
- ピエール・グリマル 『セネカ』鈴木暁訳、白水社〈文庫クセジュ〉、2001年。
- 角田幸彦 『セネカ 人と思想』 清水書院〈CenturyBooks〉、2006年、新装版2014年。新書
  - 『ローマ帝政の哲人セネカの世界 哲学・政治・悲劇』 文化書房博文社、2007年。
- 茂手木元蔵 『セネカ入門 セネカと私』 東海大学出版会、1994年。
- 中野孝次『ローマの哲人 セネカの言葉』 岩波書店、2003年。講談社学術文庫、2020年
  - 『セネカ 現代人への手紙』 岩波書店、2004年。
- 谷沢永一 『ローマの賢者セネカの智恵 「人生の使い方」の教訓』 講談社、2003年。